# Temnothorax stollii
Temnothorax stollii (лат.) — вид мелких по размеру муравьёв трибы Formicoxenini из подсемейства Myrmicinae семейства Formicidae. Встречаются в Неотропике: Гватемала (Volcan de Agua, на высоте 3760 м). Мелкие буроватого цвета муравьи (2—3 мм). Отличаются гладким и блестящим верхом головы; скапус достигает затылочных углов головы; передний край наличника вогнутый. Усики самок и рабочих 12-члениковые. Клипеус со срединным продольным килем. Проподеальные шипики на заднегруди развиты. Стебелёк между грудкой и брюшком состоит из двух члеников: петиолюса и постпетиолюса (последний чётко отделён от брюшка), жало развито, куколки голые (без кокона). Включён в видовую группу Temnothorax nitens.
Типовая серия была собрана коллектором Stoll на вулкане Volcan de Agua.